# Warhem Communal Cemetery
Le cimetière « Warhem Communal Cemetery  » est un cimetière militaire de la Seconde Guerre mondiale situé sur le territoire de la commune de Warhem, Nord.

## Localisation
Ce cimetière est situé  dans le cimetière communal, à l'ouest du bourg, chemin de la Croix.

## Historique
Le 10 mai 1940, les Allemands envahissent la Belgique, les Pays-Bas et la France. Les troupes franco-britanniques sont débordées et sont contraintes de se replier aux alentours de Dunkerque. Hitler  décide alors d'arrêter sa progression espérant négocier une paix séparée avec le gouvernement britannique. Cela ne se produisit pas et les alliés profitèrent de ces quelques jours de répit pour consolider leurs défenses, ce qui leur permettra d'évacuer 300 000 soldats français et anglais vers l'Angleterre, opération que l'on nommera la Bataille de Dunkerque.
C'est au cours des combats livrés lors du retrait du corps expéditionnaire allié que tomberont la plupart des soldats britanniques inhumés dans ce cimetière entre le 28 mai et le 2 juin 1940 ,.

## Caractéristiques
Le cimetière contient maintenant 87 sépultures de la Seconde Guerre mondiale, dont 38 non identifiées. Parmi eux, il y a  7 membres d'équipage d'un bombardier Lancaster abattu  le 24 juin 1944.

## Galerie

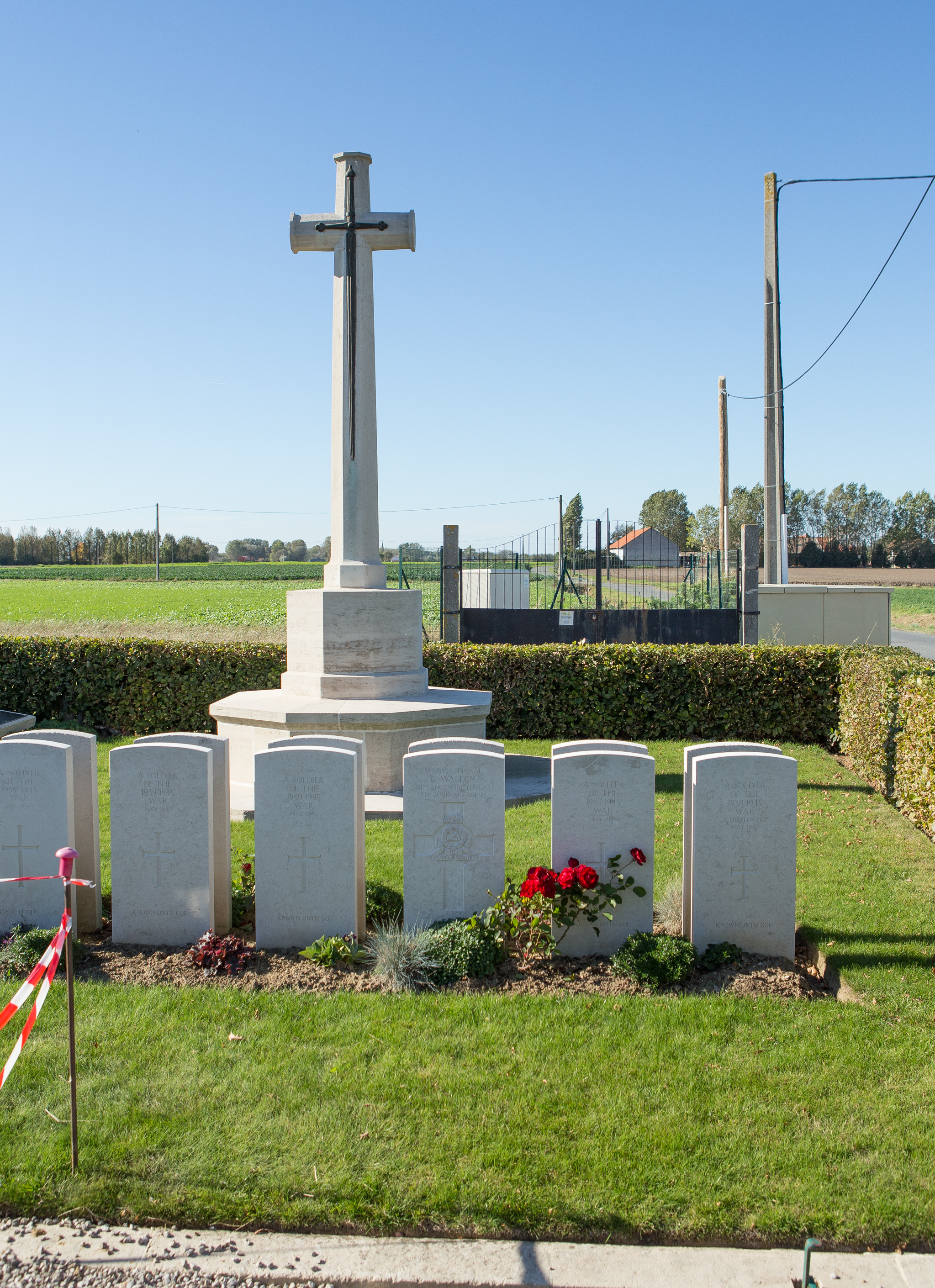
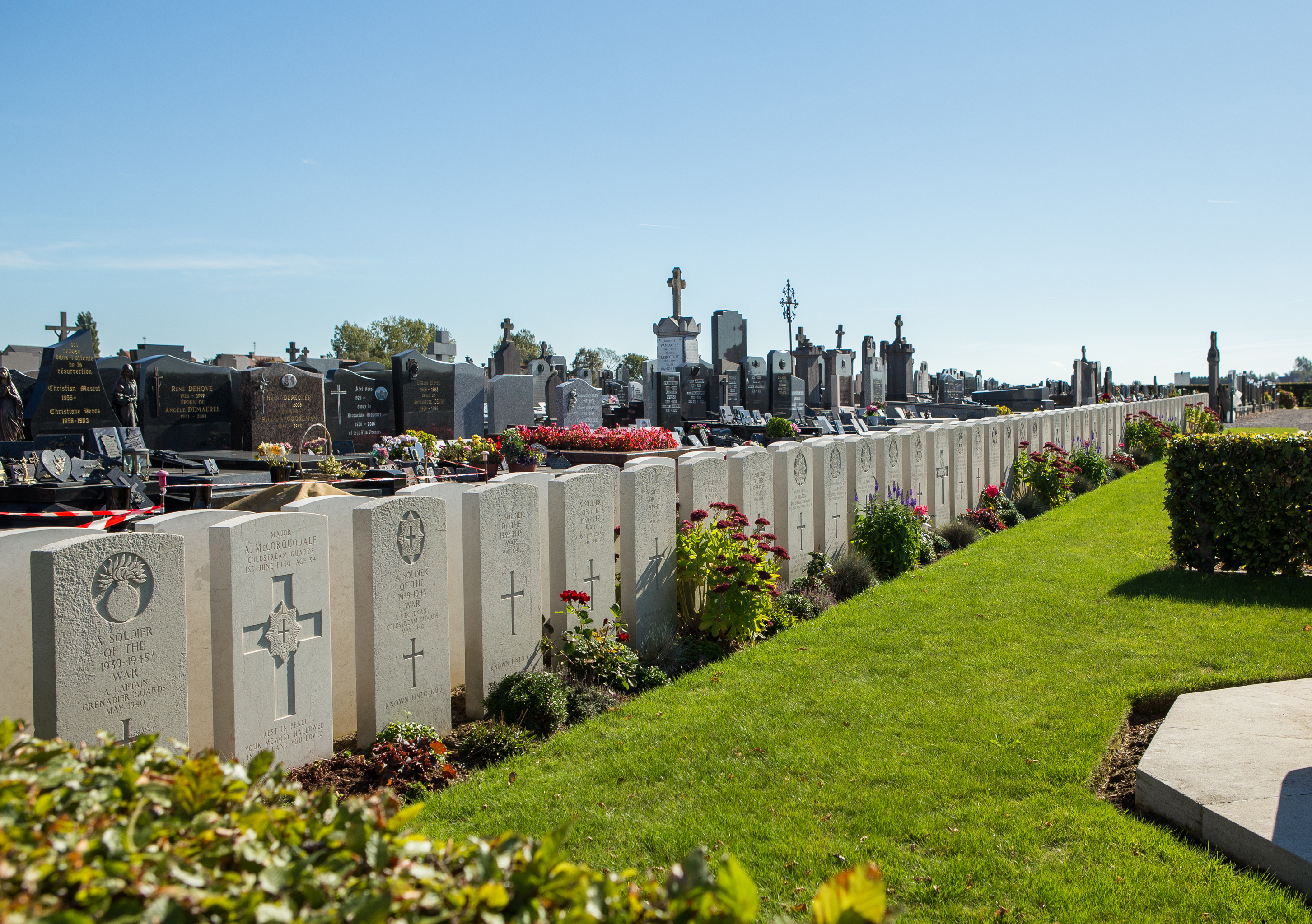
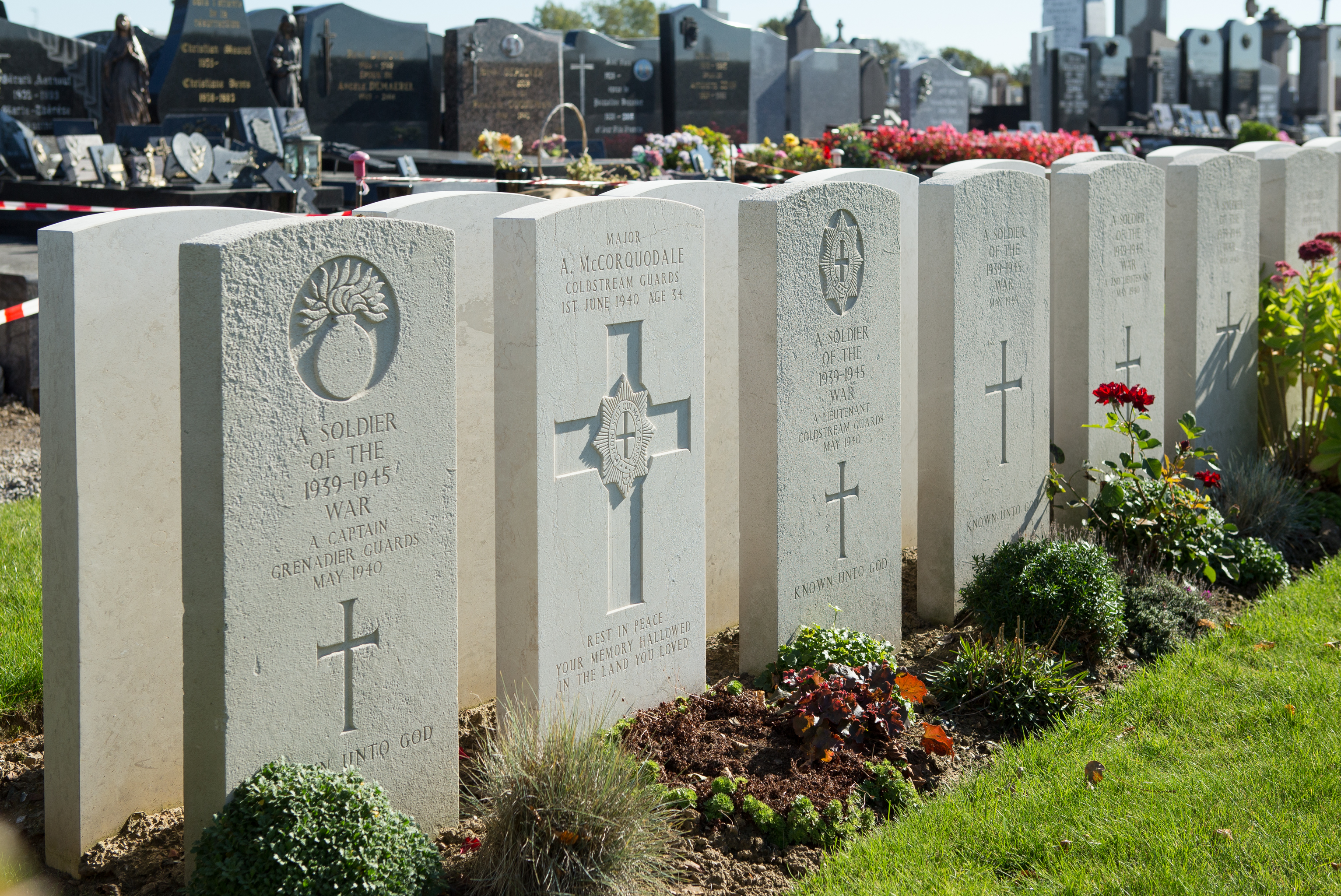
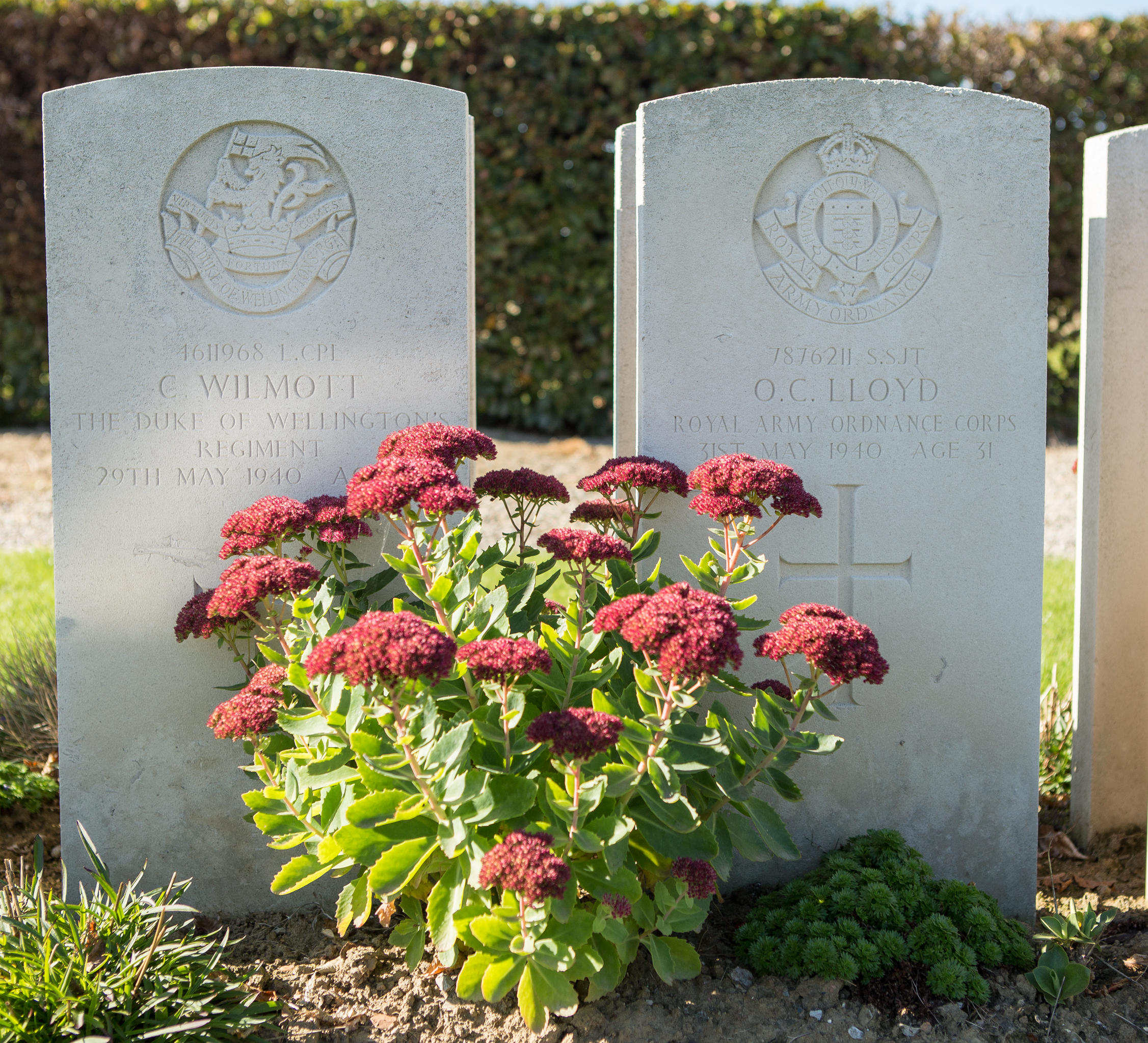
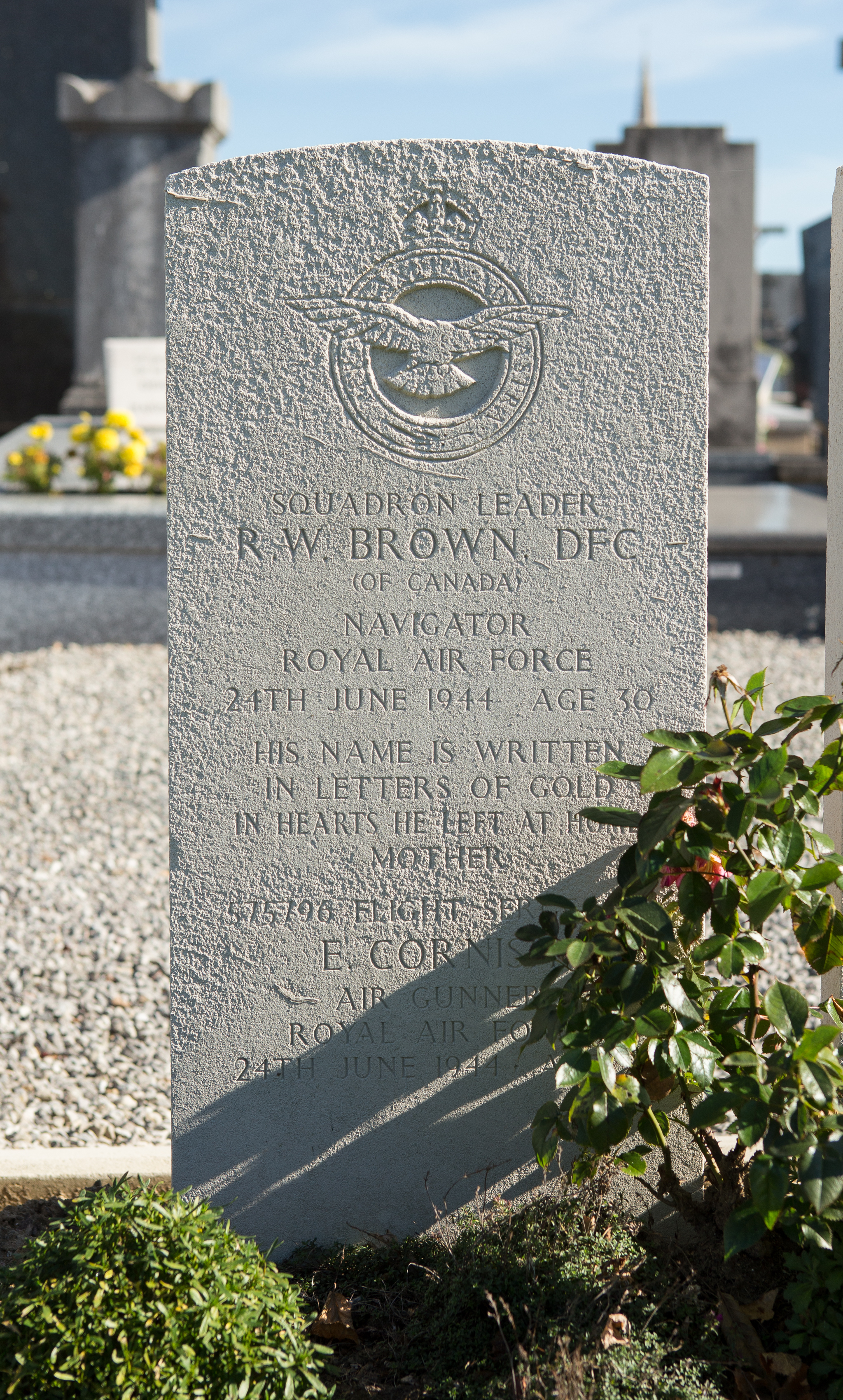

## Sépultures
| Pays             | Sépultures |
| ---------------- | ---------- |
| Royaume-Uni      | 84         |
| Australie        | 2          |
| Nouvelle-Zélande | 1          |
| Total            | 87         |

### Liens Externes
http://www.inmemories.com/Cemeteries/warhem.htm